# Trzebianowo
Trzebianowo [pronunciación en polaco: /tʂɛbjaˈnɔvɔ/] (en alemán: Trebenow) es un Asentamiento ubicado en el distrito administrativo de Gmina Przybiernów, dentro del Condado de Goleniów, Voivodato de Pomerania Occidental, en el norte de Polonia occidental. Se encuentra aproximadamente a 6 kilómetros al noroeste de Przybiernów, a 29 kilómetros al norte de Goleniów, y a 44 kilómetros al norte de la capital regional Szczecin.
Antes de 1945, el área fue parte de Alemania. Para la historia de la región, vea Historia de Pomerania.